# Амангельдинський сільський округ (Сирдар'їнський район)
Амангельди́нський сільський округ (каз. Амангелді ауылдық округі, рос. Амангельдинский сельский округ) — адміністративна одиниця у складі Сирдар'їнського району Кизилординської області Казахстану. Адміністративний центр та єдиний населений пункт — село Амангельди.
Населення — 2629 осіб (2021; 2839 у 2009, 2840 у 1999, 2433 у 1989).
Станом на 1989 рік існувала Ленінська сільська рада (села Іркуль, Леніно). Пізніше село Іркуль передано до складу Кизилординської міської адміністрації.